# Copris ramosiceps
Copris ramosiceps là một loài bọ cánh cứng trong họ Bọ hung (Scarabaeidae).